# Csapágy

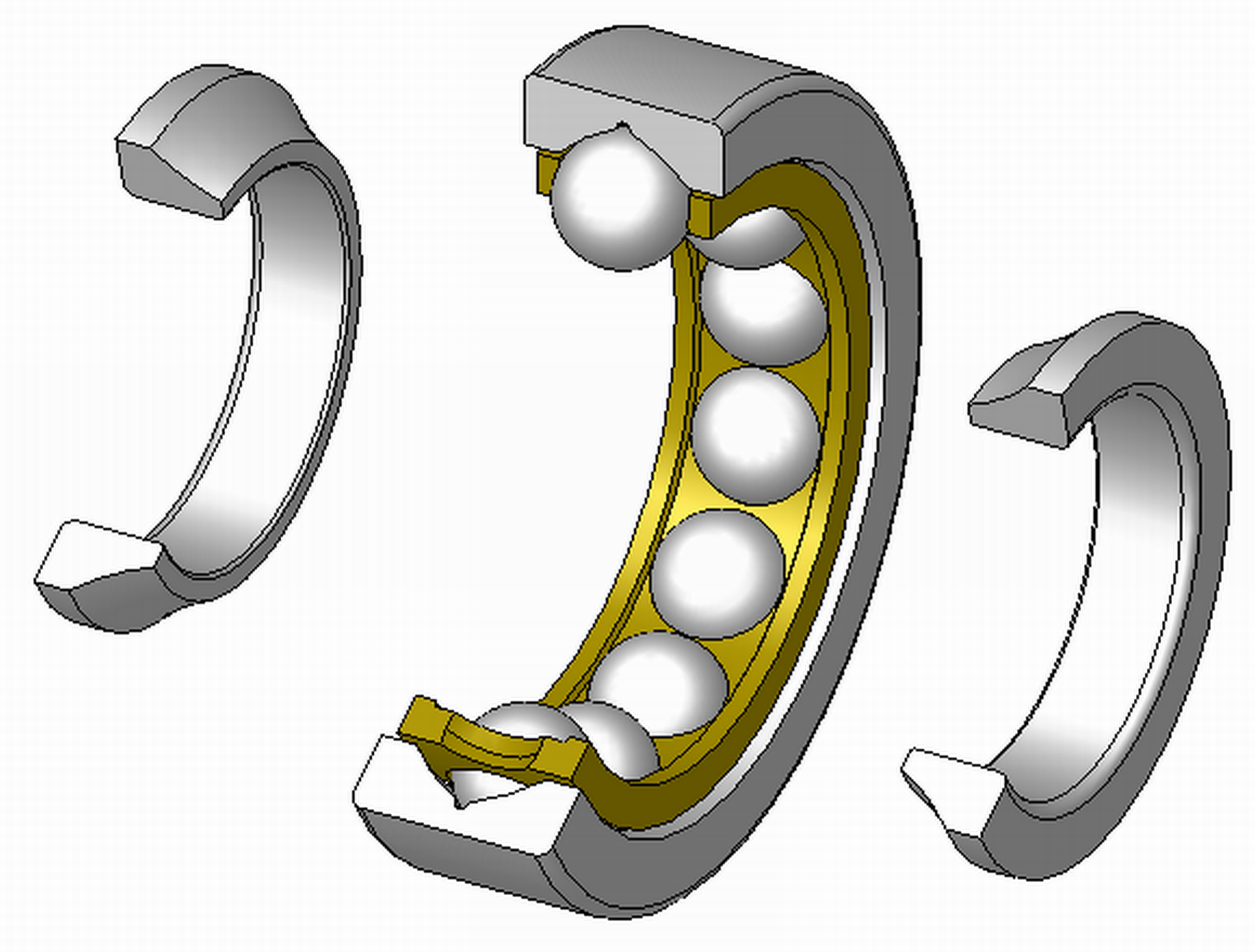
Példa golyóscsapágyra

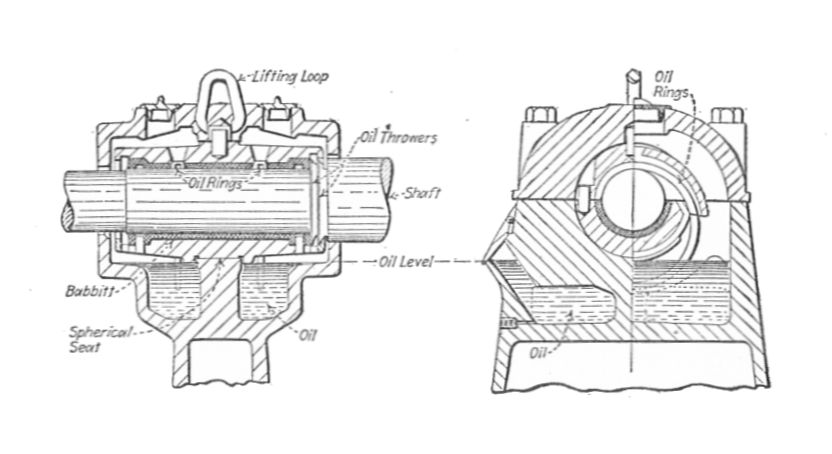
Hidrodinamikus csapágy

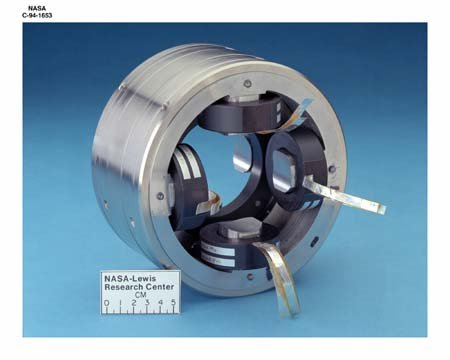
Mágneses csapágy

Drágakő óracsapágy

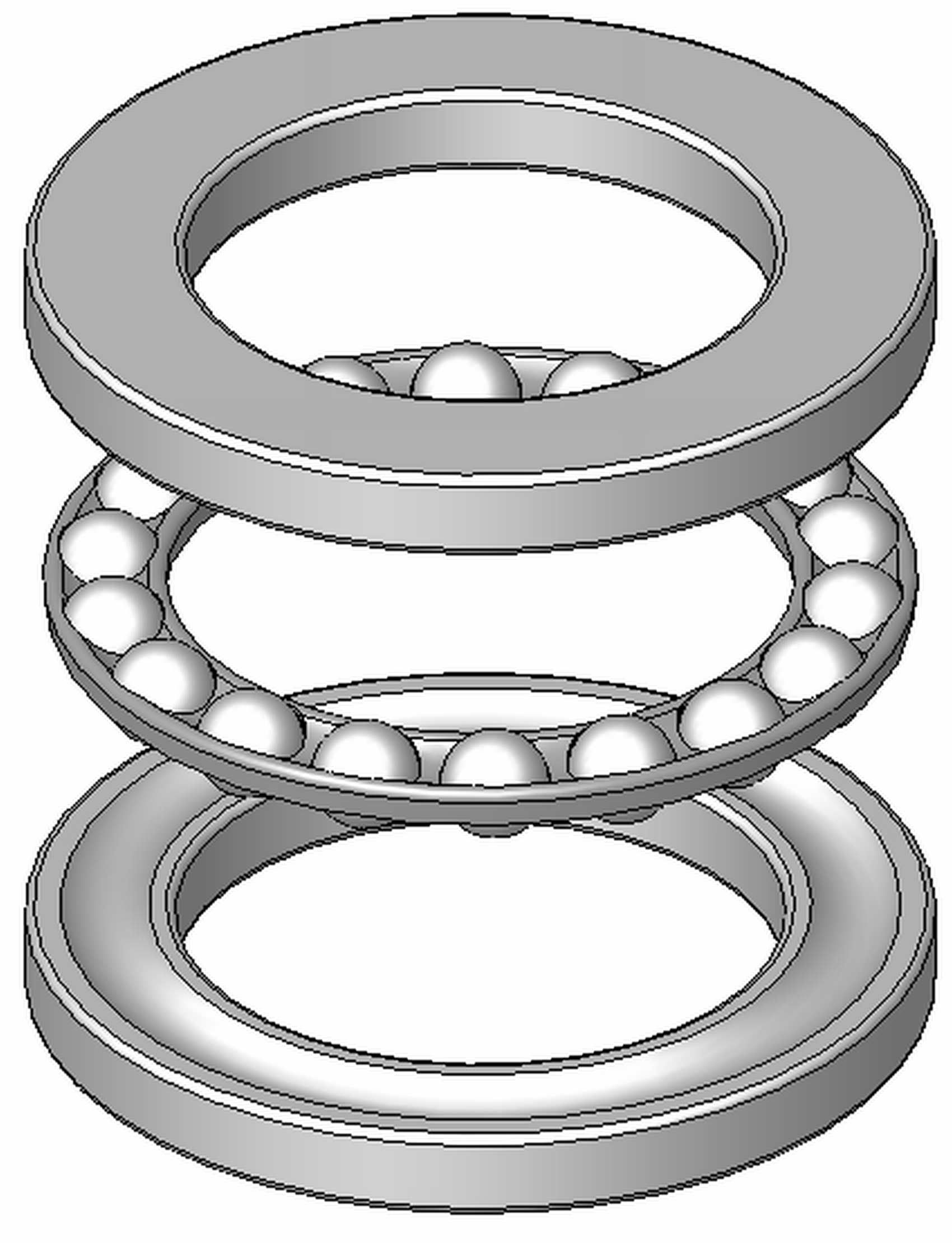
Axiális (tengelyirányú) csapágy

A csapágy gépelem, amely tengelyek és más forgó alkatrészek alátámasztásául szolgál úgy, hogy a forgó mozgást minél kisebb ellenállás mellett, minél pontosabb vezetéssel biztosítsa. A tengelynek az a része, mely a csapágyba illeszkedik, a tengelycsap, de a csapágyházak is a rendszer részét képezik. A csapágyaknak esetenként tekintélyes erőket kell felvenniük, ezek az erők származhatnak a forgó alkatrész súlyából, a kiegyensúlyozatlanságból származó forgó és alternáló tömegerőkből, és a gép működése folyamán fellépő más hatásokból (rezgés, közegek nyomása, elektromágneses erők, forgácsológépeknél a szerszámtól származó erők stb.)
Az erők a csapágyat terhelhetik sugárirányban vagy/és tengelyirányban. A mechanikai igénybevételeken kívül el kell viselnie a súrlódásból származó hőterhelést is, a futásjellemzők jelentős romlása nélkül. A súrlódás csökkentésének érdekében fontos, hogy a csapágyban megfelelő mennyiségű kenőanyag legyen. A tömítőelemek lényege pedig, hogy bent tartják a kenőanyagot és megvédik a csapágyat szennyeződések bejutásától.
A megfelelő csapágy kiválasztásánál fontos a dinamikus viselkedés ismerete, melyet a következők határoznak meg:
- rendelkezésre álló hely
- terhelések
- szöghiba
- pontosság és merevség
- fordulatszámok
- üzemi hőmérséklet
- rezgésszintek
- szennyezettség
- kenőanyag típusa és kenés módja

Egyéb tényezők:
- csapágyazás többi elemének megfelelő alak és kivitel
- megfelelő illesztések, csapágyhézag, előfeszítés
- csatlakozó elemek
- megfelelő tömítések
- kenőanyag fajtása, mennyisége
- be- és kiszerelés módszerei

A járművek futóműcsapágyainak igénybevétele például nagyon összetett: a jármű súlya, a gyorsításból, hajtásból és a fékezésből származó tömegerők, a kanyarokban a pályagörbéből és sebességből származó centripetális erő, a forgó kerekek elfordításából származó erő (pörgettyű) és a pálya (út) egyenetlenségeiből származó dinamikus erők terhelik, ráadásul ezeket az igénybevételeket igen széles hőmérséklet-tartományban kell elviselnie: télen gyakori a -15 °C induláskor, nyáron pedig 50-60 °C az üzemi hőmérséklet.

## Fajtái

### Működési elv szerint
- Siklócsapágy: a tengelycsap a csapágy felületén kialakult kenőanyag filmen fut.
- Hidrodinamikus csapágy: a viszkózus kenőanyag filmet hidrodinamikai erők képezik
- Forgó mozgást végző tengelyhez: a terhelés hordó olajfilm az áramlás irányában szűkülő résben alakul ki
- Alternáló mozgást végző gépelemhez: az olajfilm az olaj kiszorításáig áll fenn
- Hidrosztatikus csapágy: a terhelés irányából bevezetett, szivattyú által létesített olajpárnán úszik a tengelycsap.
- Gördülőcsapágy: a csap és a csapágy között gördülő elemek (golyók vagy görgők) gördülő súrlódása csökkenti a forgatáshoz szükséges nyomatékot.

### Gördülőelem típusa szerint
- Mélyhornyú golyóscsapágy: kevés karbantartást igénylő, nagy fordulatszámon is használható, nagy teherbírású csapágyak.
- Beálló golyóscsapágy: két sor golyót tartalmaznak, súrlódásuk nagyon kicsi (kisebb, mint a más típusú gördülőcsapágyaké), emiatt nagy fordulatszámon melegedés nélkül is futnak.
- Y-csapágyak (betétcsapágyak): tömített mélyhornyú golyóscsapágyakra épülnek, konvex külső palástfelülettel rendelkeznek és belső gyűrűjük szélesebb. Sorozataik a tengelyhez rögzítésben térnek el pl.: hernyócsavaros, szorítóhüvelyes, szoros illesztés.
- Hengergörgős csapágy: többségük kosárral ellátott egysorú típus, de vannak nagy teherbírású egy- és kétsorú telegörgős (kosár nélküli) változatok is. Mindkét változat radiális terhelésekhez használható, a kosaras kivitel nagy gyorsulás- és fordulatszámokat, míg a kosár nélküli közepes fordulatszámokhoz, nagyon nagy terheléshez használható.
- Tűgörgős csapágy: kis keresztmetszet, nagy teherbíró képesség, jó futásteljesítmény, szűkös sugárirányú helyeken jól használható.
- Kúpgörgős csapágy: kúpos a belső és külső gyűrű futópályája és a görgők is. Egyidejűleg ható radiális és axiális terhelésre is alkalmasak.
- Hordógörgős csapágy
- Vezető és támasztógörgők: vastag falú külső gyűrűik vannak, bütykös hajtásokban, lánchajtásokban használják.
- Mágneses elven működő csapágy: vezérelt elektromágnes biztosítja, hogy a csap és csapágy között rés legyen.
- Drágakőcsapágy: pontosan csiszolt drágakő (rubin) felületén csúszik az acél csap.
- Rugalmas csapágy: kis szögelfordulást rugalmas elem közbeiktatásával lehet igen kis ellenállással megoldani (forgó mozgáshoz nem alkalmas).

### Terhelés iránya szerint
- A radiális és axiális csapágyak csoportosítása is általában a gördülőelem típusa és a futópálya alakja szerint történik.
- Radiális csapágyak: a tengelyre merőleges (sugárirányú) erőket képesek felvenni.
- Axiális csapágyak: (támcsapágy, tengelyirányú terhelésre) főként tengelyirányú erőket képesek felvenni. 
  - egyirányú
  - kétirányú
- Radiax csapágy (radiális és axiális): pl.: ferde hatásvonalú csapágyak, kúpgörgős csapágyak.